# Estación de Bidebieta-Basauri
Bidebieta-Basauri, antigua y tradicionalmente conocida como Estación de Dos Caminos, es una estación ferroviaria situada en el municipio español de Basauri en la provincia de Vizcaya, comunidad autónoma del País Vasco. Es, junto con Ariz-Basauri (perteneciente a la Línea E1 de Euskotren), una de las dos estaciones de cercanías principales del municipio, que también cuenta con los apeaderos de Abaroa-San Miguel y de Basauri en la misma línea que Bidebieta-Basauri, además de las estaciones de Ariz y Basauri del Metro de Bilbao. Forma parte de la línea C-3 de Renfe Cercanías en Bilbao, operada por Renfe. La propia infraestructura, por su parte, está gestionada por Adif.

## Situación ferroviaria
La estación se encuentra en el punto kilométrico 243,1 de la línea férrea de Castejón a Bilbao por Logroño y Miranda de Ebro a 78 metros de altitud.

## Historia
La estación fue inaugurada el 1 de marzo de 1863 con la apertura del tramo Bilbao-Orduña de la línea férrea que pretendía unir Castejón con Bilbao. Las obras corrieron a cargo de la Compañía del Ferrocarril de Tudela a Bilbao creada en 1857. En 1865 la compañía se declaró en suspensión de pagos por no poder superar las dificultades económicas derivadas de la inversión realizada en la construcción de la línea y fue intervenida por el Banco de Bilbao.  En 1878, fue absorbida por Norte que mantuvo la titularidad de la estación hasta la nacionalización del ferrocarril en España en 1941 y la creación de RENFE.
Para su establecimiento fue necesario realizar un profundo tajo en el centro del municipio, conocido hoy popularmente como La Trinchera. En los años 30 del siglo XX se amplió esta trinchera, que fue a su vez cubierta por una plaza a finales del mismo siglo.
En la estación se realizaba el transbordo de las mercancías que se dirigían a Bilbao, para lo cual se estableció una terminal de mercancías sobre una playa de vías. Construida en forma de fondo de saco, se extendía sobre un amplio recinto del barrio de Pozocoeche. Dicha infraestructura sirvió hasta los años setenta como cochera y terminal de transbordo de mercancías entre ancho ibérico y ancho métrico, y contaba asimismo con un ramal de vía estrecha hasta la estación de Ariz-Basauri destinado a ese fin. La misma terminal de mercancías contaba con un próximo ramal en ancho ibérico hacia la factoría de La Basconia.
Tras la clausura del ramal a Áriz por descenso de demanda, la terminal mantuvo su función como apartadero hasta que ha sido paulatinamente desmantelada y utilizada como aparcamiento temporal de vehículos privados, a la espera de una completa regeneración de la zona. Dicha regeneración contempla también el traslado de la estación de pasajeros del actual edificio a una nueva edificación que se erigirá sobre la losa de la plaza de La Trinchera. De esta manera, la estación cambiará radicalmente el aspecto que ha tenido desde el año 1863.
Desde el 31 de diciembre de 2004 Renfe explota la línea mientras que Adif es la titular de las instalaciones ferroviarias.

## La estación
Se sitúa al norte del municipio. El edificio de viajeros es una clara muestra de arquitectura neovasca. Es de base rectangular, de dos alturas, en piedra y está recubierto por un amplio tejado de varias vertientes. Dispone de dos andenes, uno lateral y otro central y de tres vías, con un paso subterráneo para cruzar entre andenes. Antiguamente contaba también con un bar accesible desde el exterior y desde el andén 1, hoy cerrado.

## Servicios ferroviarios

### Cercanías
Los trenes de la línea C-3 de Renfe Cercanías Bilbao tienen parada en la estación. Entre semana la frecuencia media es de un tren cada diez-veinte minutos, reduciéndose los fines de semana a una media de un tren cada treinta  minutos. El trayecto Bidebieta-Basauri - Bilbao Abando se realiza en apenas 8 minutos y el trayecto Dos Caminos - Orduña (el otro terminal de la línea) en 37 minutos. Los trenes CIVIS de la línea tienen parada en la estación.
| procedencia/destino | < estación | Línea | estación >        | destino/procedencia |
| ------------------- | ---------- | ----- | ----------------- | ------------------- |
| Bilbao Abando       | Ollargan   |       | Abaroa-San Miguel | Orduña              |